# Arsbeck
Arsbeck is een plaats in de gemeente Wegberg.

## Geschiedenis
Het gebied waar nu Arsbeck ligt, was een knooppunt van Romeinse wegen. In 965 werd Arsbeck voor het eerst genoemd als Orsbeck, wat later door de Hertog van Gulik in 1561 in Arsbeck werd veranderd, om verwarring met het 7 km naar het zuidwesten, aan de Roer gelegen Orsbeck te voorkomen.
De eerste heren van Orsbeck (miles de orsbeke) werden vermeld in 1211. De Dertigjarige Oorlog (1681-1648) heeft Arsbeck zwaar getroffen. Ook de Franse troepen (Lodewijk XIV; Franse Revolutie) deden de economie geen goed. In 1879 kwam de IJzeren Rijn gereed, waardoor de economie weer opbloeide.
In 1972 werd Arsbeck ingelijfd bij de gemeente Wegberg.

## Bezienswaardigheden
- De Motte Aldeberg is een oude motte, vermoedelijk 12e-eeuws.
- De Sint-Aldegondiskerk van 1891 is een bakstenen basiliek in neogotische stijl met een toren uit 1897.
- Watertoren van 1913.

## Natuur en landschap
Arsbeck ligt op een hoogte van 75 meter. Ten westen van Arsbeck loopt de Helpensteiner Bach. Hier begint een bosgebied dat aansluit bij het Nationaal Park De Meinweg op Nederlands grondgebied.

## Nabijgelegen kernen
Dalheim-Rödgen, Oberkrüchten, Niederkrüchten, Wegberg